# Vòng âm đạo progesterone

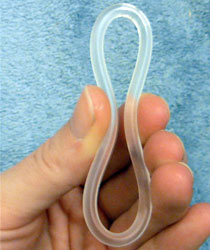
Vòng âm đạo progesterone

Vòng âm đạo progesterone, còn được gọi là vòng âm đạo chỉ có progesterone, là một dạng vòng âm đạo được sử dụng để tránh thai khi cho con bú.  Việc sử dụng có thể bắt đầu sau bốn tuần và tiếp tục ít nhất một năm sau khi sinh con.  Tỷ lệ thất bại với việc sử dụng vòng thông thường là khoảng 1,5 trên 100 phụ nữ. Nó được sử dụng trong âm đạo với thời gian đặt của một vòng kéo dài ba tháng.  Người phụ nữ có thể tự đặt và tháo vòng. Nó được bán dưới tên thương hiệu Progering và các thương hiệu khác.
Tác dụng phụ bao gồm tiết dịch âm đạo và đau khi đi tiểu. Nó dường như không liên quan đến các tác dụng phụ nghiêm trọng. Với việc sử dụng chu kỳ kinh nguyệt thường không tiếp tục. Nó được sản xuất chuyên để sử dụng khi cho con bú vì nó không ảnh hưởng đến việc sản xuất sữa.  Vòng này hoạt động bằng cách giải phóng dần hormone progesterone.
Vòng âm đạo progesterone đã được chấp thuận cho sử dụng y tế từ năm 1998.  Nó nằm trong Danh sách các loại thuốc thiết yếu của Tổ chức Y tế Thế giới, loại thuốc hiệu quả và an toàn nhất cần có trong hệ thống y tế. Tính đến năm 2014, chúng có sẵn để dùng ở một số quốc gia Nam Mỹ và Trung Mỹ. Tính đến năm 2016, vòng này không được dùng ở Hoa Kỳ. Loại vòng này được phát triển bởi Hội đồng Dân số.